# Короново (гмина)
Короново (пол. Koronowo) — гмина (волость) в Польше, входит как административная единица в Быдгощский повет, Куявско-Поморское воеводство. Население — 23 130 человек (на 2004 год).

## Сельские округа
1. Бушково
2. Бышево
3. Бытковице
4. Дзедзинек
5. Глинки
6. Гоголин
7. Гоголинек
8. Госцерадз
9. Хута
10. Кромпево
11. Люцим
12. Лонско-Мале
13. Лонско-Вельке
14. Монковарско
15. Можевец
16. Новы-Двур
17. Новы-Ясинец
18. Околе
19. Осек
20. Попелево
21. Сально
22. Самочёнжек
23. Ситовец
24. Скарбево
25. Стары-Двур
26. Стары-Ясинец
27. Трыщын
28. Вежхуцин-Крулевски
29. Вензовно
30. Вильче
31. Вискитно
32. Витольдово
33. Втельно

## Прочие поселения
1. Александровец
2. Бесково
3. Домбровице
4. Джевяново
5. Грабино
6. Ивицково
7. Липинки
8. Лакомово
9. Монковарско-ПГР
10. Млынковец
11. Печиска
12. Романово
13. Ружанна
14. Соколе-Кузница
15. Сребрница
16. Стопка
17. Трыщын-Электровня
18. Тушины
19. Вильча-Гура

## Соседние гмины
1. Гмина Добрч
2. Гмина Гостыцын
3. Гмина Любево
4. Гмина Осельско
5. Гмина Прущ
6. Гмина Сиценко
7. Гмина Сосьно
8. Гмина Свекатово